# Mad Max : Au-delà du dôme du tonnerre
Série Mad Max
Mad Max 2 : Le Défi
(1981) Mad Max: Fury Road
(2015)
Pour plus de détails, voir Fiche technique et Distribution.
Mad Max : Au-delà du dôme du tonnerre (Mad Max Beyond Thunderdome) est un film de science-fiction australo-américain réalisé par George Miller et George Ogilvie et sorti en 1985. C'est le troisième volet des films de la saga Mad Max. Mel Gibson y reprend pour la troisième et dernière fois son rôle de « Mad » Max Rockatansky. L'histoire a lieu trois ans après Mad Max 2 : Le Défi.

## Synopsis
Une guerre nucléaire a achevé la société mourante, les hommes s'organisent sous la forme de tribus qui luttent pour leur survie.
Trois ans après, alors qu'il sillonne le désert dans sa voiture tractée par des dromadaires, Max est agressé et dépouillé de ses biens par Jedediah qui circule à bord d'un mini-avion avec son fils. En poursuivant ses voleurs, il arrive dans la ville de Bartertown. Dédiée au troc, la ville est régie par Aunty Entity (« Tata Entité »), qui tente d'organiser un début de civilisation en remplaçant le vol par le troc. La ville est alimentée par du méthane, créé à partir du lisier de porcs élevés sous la ville ; l'élevage et l'usine à méthane sont dirigés par Master Blaster (« Maître Bombe »), un duo formé du nain nommé Master (« Maître »), qui est particulièrement intelligent, et de Blaster (« Bombe »), un colosse stupide, très attaché à son camarade qu'il porte sur ses épaules. Lors du conflit avec Aunty Entity, Master décrète un embargo, privant Bartertown d'énergie.
« Entité » convoque Max, voyant en lui un combattant plein de ressources et lui propose de provoquer « Maître Bombe » en duel pour tuer « Bombe » et prendre le contrôle du « Monde d'en dessous » en détenant « Maître ». Max se retrouve dans le « Monde d'en dessous » et se prend d'amitié pour un prisonnier à vie condamné pour avoir tué un porc pour nourrir ses enfants. Max y trouve « Maître Bombe » en train de parader sur son véhicule et le provoque.
Dans cette ville, les conflits et querelles interpersonnels sont réglés par un duel à mort dans une arène, le « Dôme du Tonnerre » (Thunderdome), afin de concentrer en un lieu unique les règlements de compte et d'éviter des vengeances hors du dôme, des luttes de clans ou vendettas qui mèneraient à l'effondrement de cet embryon de société qui est soumise à des règles simples, rédigées par Aunty Entity sous la forme de slogans : « two men enter, one man leaves » (« deux hommes entrent, un homme sort »), pour les duels à mort sous le Dôme, ou encore « bash the deal, face the wheel » (« viole l'accord, affronte la roue »), la condamnation étant choisie au hasard par une loterie.
Max affronte « Bombe » sous le Dôme et vainc ce colosse attardé mental mais refuse de l'achever ; Bombe est tué par des membres de l'assemblée scandant two men enter, one man leaves. Ainsi, Max affronte la roue qui le condamne au goulag. Attaché, dos à la direction choisie, sur un cheval guidé par une bouteille d'eau attachée au bout d'une canne, il s'enfonce dans le désert.
Il est recueilli par Savannah qui dirige une bande d'enfants, descendants des survivants du crash d'un Boeing 747 de Qantas qui ont formé une tribu autour d'une oasis et qui cultivent l'espoir d'un retour à la civilisation grâce au messianique « Capitaine Walker », censé réparer l'avion et les aider à revenir dans le monde civilisé. Ces enfants sont persuadés que Max est le capitaine Walker car il ressemble étrangement au sauveur de la légende qu'ils se transmettent oralement. Max reprend des forces et révèle aux enfants que la seule civilisation qu'ils vont retrouver est la violente et corrompue Bartertown et insiste pour qu'ils restent à l'abri dans l'oasis.
Malgré les avertissements de Max, Savannah et un groupe d'enfants partent de nuit, déterminés à affronter le désert pour retrouver la Terre Promise de leur tradition orale, « Tomorrow-morrow land ». Au matin, Max et quelques enfants suivent leurs traces pour les sauver malgré eux des périls du désert. Ils rejoignent le groupe de Savannah, non loin de Bartertown et décident de s'infiltrer dans la ville pour y trouver « Maître », réduit à l'état d'esclave depuis qu'il n'est plus protégé par « Bombe ». La bande décide de libérer « Maître » et de détruire Bartertown. Prenant la fuite à bord d'un camion sur rails, Max trouve par hasard la cachette de Jedediah, le pilote qui lui avait volé sa caravane ; il le menace et l'oblige à prendre les enfants dans son avion pour fuir Entité. L'avion ne pouvant décoller à cause de la charge trop importante, Max décide d'affronter seul la horde à bord d'un camion volé et ouvre la piste à l'avion en percutant les véhicules d'Entité. L'avion décolle, laissant Max dans les mains d'Entité qui, reconnaissant le courage de Max, choisit de l'épargner.
Voyageant à bord de l'avion de Jedediah, la tribu traverse un nuage de poussière et découvre les ruines de Sydney. Quelques années plus tard, Savannah raconte l'histoire de l'homme qui leur sauva la vie. Max, de son côté, continue d'errer dans le désert.

## Fiche technique
Sauf indication contraire, les informations mentionnées dans cette section peuvent être confirmées par la base de données cinématographiques IMDb,  présente dans la section « Liens externes ».
- Titre original : Mad Max Beyond Thunderdome
- Titre français : Mad Max : Au-delà du dôme du tonnerre
- Réalisation : George Miller et George Ogilvie
- Scénario : George Miller et Terry Hayes
- Musique : Maurice Jarre
- Décors : Graham Walker
- Costumes : Norma Moriceau (en)
- Photographie : Dean Semler
- Effets spéciaux : Mike Wood
- Production : Terry Hayes
- Société de distribution : Warner Bros.
- Pays de production :  Australie et  États-Unis
- Langue originale : anglais
- Format : couleur - 35 mm, 70 mm - 2,20:1 - son mono
- Genre : action, science-fiction post-apocalyptique et dystopique
- Durée : 107 minutes
- Dates de sortie :
  - États-Unis : 10 juillet 1985
  - Australie : 8 août 1985[3]
  - France : 25 septembre 1985
- Classification : tout public avec avertissement lors de sa sortie en salles (France)

## Distribution

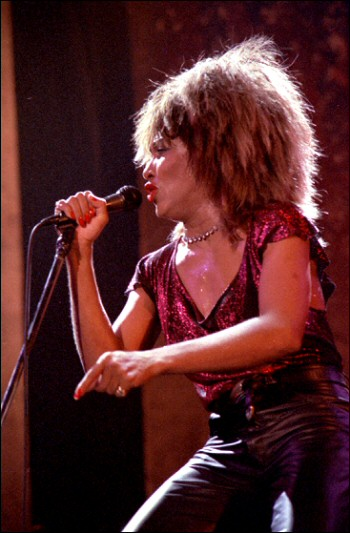
Tina Turner en 1985.

- Mel Gibson (VF : Jacques Frantz) : « Mad » Max Rockatansky
- Tina Turner (VF : Perrette Pradier) : Aunty Entity (Entité en VF)
- Helen Buday (en) (VF : Agathe Mélinand) : Savannah Nix
- Frank Thring (VF : Henry Djanik) : le collecteur
- Bruce Spence (VF : Philippe Peythieu) : Jedediah, le pilote
- Robert Grubb (en) (VF : Jean-Claude Montalban) : le tueur de cochons
- Angelo Rossitto (VF : Marc de Georgi) : Master (Maître en VF)
- Angry Anderson (VF : Pascal Renwick) : Ironbar (Acier en VF)
- Adam Cockburn (VF : Damien Boisseau) : Jedediah Jr.
- Paul Larsson : Blaster (Bombe en VF), le colosse
  - Stephen Hayes : le visage démasqué de Blaster (non crédité)
- George Spartels (en) (VF : Richard Darbois) : Blackfinger (Doigts noirs en VF)
- Edwin Hodgeman (en) (VF : Jean-Pierre Leroux) : Dr Dealgood
- Bob Hornery (en) (VF : Serge Lhorca) : le marchand d'eau
- Andrew Oh : Ton Ton Tattoo
- Mark Spain : M. Skyfish
- Mark Kounnas (en) : Gekko
- Rod Zuanic : Scrooloose
- Justine Clarke (en) : Anna Goanna
- Shane Tickner : Eddie
- Tony Allaylis : Cusha
- James Wingrove : Tubba Tintye
- Adam Scougall : Finn McCoo
- Tom Jennings (VF : Jean-François Vlérick) : Slake
- Tushka Bergen (sous le nom de Tushka Hose) : une gardienne
- Geeling Ching : une garde d’Entity
- Sandie Lillingston (en) : un gardien
- Katharine Cullen : un enfant

## Production

### Genèse et développement

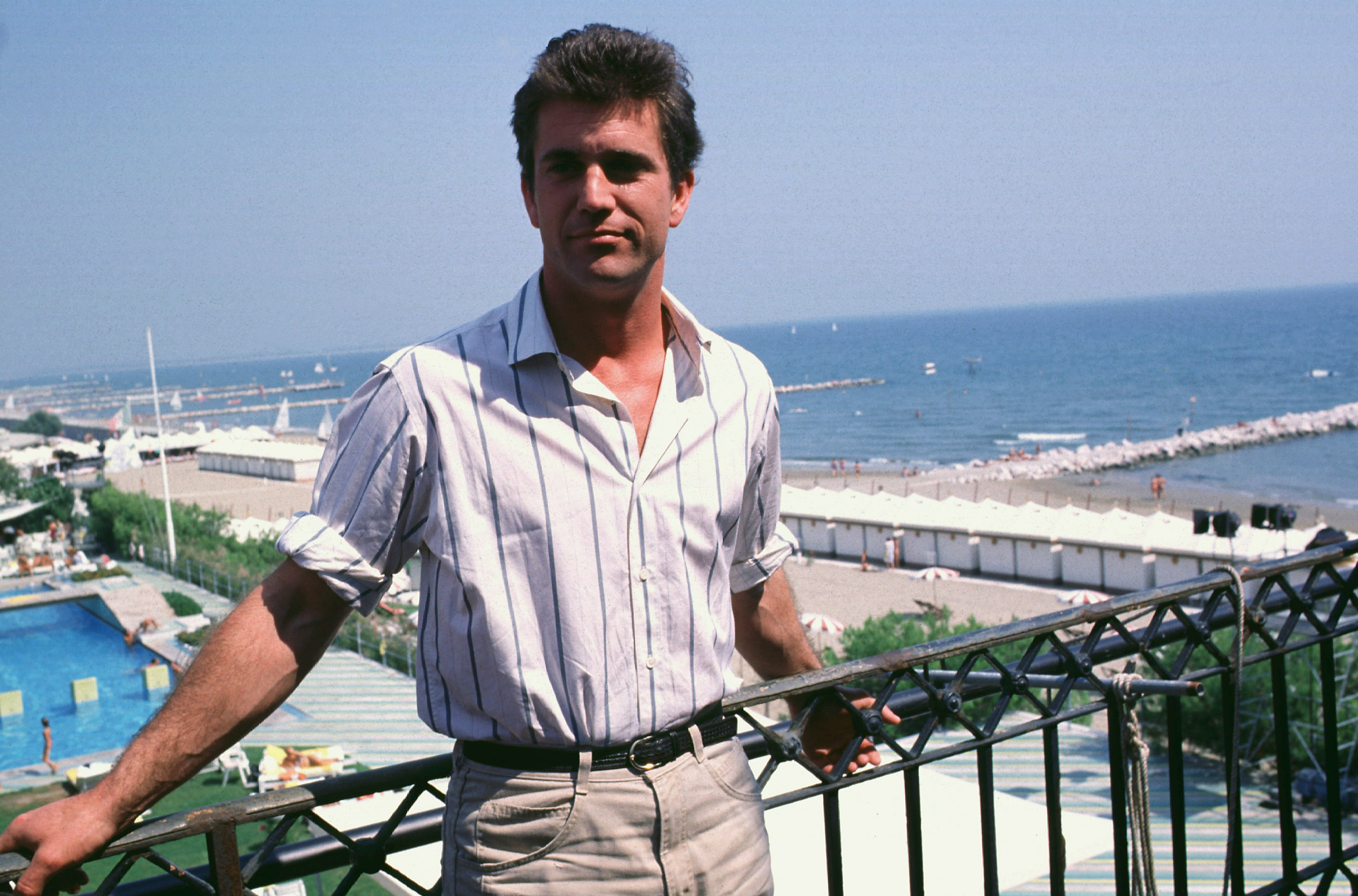
Mel Gibson en janvier 1985, à la Mostra de Venise.

Ce film est le premier Mad Max à se faire sans le producteur Byron Kennedy, décédé en 1983 dans un accident d’hélicoptère. Juste avant le générique, on peut lire l'hommage « ...for Byron ». George Miller hésitait à continuer sans son partenaire et déclarera plus tard : « J'étais réticent à aller de l'avant. Et puis il y avait une sorte de besoin de – faisons quelque chose juste pour surmonter le choc et le chagrin de tout cela,. »
George Miller coréalise le film avec George Ogilvie, avec lequel il avait déjà travaillé sur The Dismissal (en), une mini-série sur la crise constitutionnelle australienne de 1975 diffusée en 1983. Ils utilisent la même équipe de techniciens avec les mêmes techniques de répétitions qu'ils avaient déjà développées. George Miller déclare à propos du choix de prendre un coréalisateur : « J'avais beaucoup de pain sur la planche. J'ai demandé à mon ami George Ogilvie, qui travaillait sur la mini-série : « Pourriez-vous venir m'aider ? Mais je ne me souviens pas de cette expérience parce que je la faisais juste pour... Vous savez, j'étais en deuil. »

### Attribution des rôles
Bruce Spence, qui interprétait le pilote de l'autogire dans Mad Max 2 : Le Défi, joue aussi un pilote dans ce film, mais c'est un nouveau personnage, nommé Jedediah. L'appareil de ce dernier est également nouveau : l'autogire construit pour les besoins du précédent film laisse la place à un aéronef de travail agricole modifié, le Transavia PL-12 Airtruk (en).
Lindsay Wagner et Jane Fonda ont été envisagées pour incarner Entity.
Pour les rôles des enfants, la production a fait le tour de toutes les écoles pour rechercher des jeunes à la fois talentueux et en parfaite condition physique. Finalement, pas moins de 60 enfants âgés de 20 mois à 16 ans ont été choisis. Ils ont par la suite passé deux mois à apprendre à chasser et à escalader.
Il faut souligner la présence d'Angry Anderson, chanteur du groupe de hard rock Rose Tattoo, dans le rôle d'Acier (Ironbar en VO).

### Tournage
Les prises de vues débutent en 1984. Le principal lieu de tournage est la ville minière de Coober Pedy en Australie-Méridionale. Le camp des enfants perdus est tourné dans les Blue Mountains en Nouvelle-Galles du Sud.
La production construit le plateau de tournage de la ville de Bartertown dans une ancienne briqueterie de la banlieue ouest de Sydney.

### Bande originale
Albums de Tina Turner
Private Dancer
(1984) Break Every Rule
(1986)
Bandes originales de Mad Max
Mad Max 2 : Le Défi
(1981) Mad Max: Fury Road
(2015)
Singles
1. We Don't Need Another Hero
Sortie : 8 juillet 1985
2. One of the Living
Sortie : septembre 1985

La musique originale est composée par Maurice Jarre, qui succède à Brian May à l'œuvre sur les deux premiers films.
Tina Turner, qui vient de renouer avec le succès avec son album Private Dancer sorti en 1984, enregistre par ailleurs deux chansons inédites pour le film. Le titre We Don't Need Another Hero se classe 2e aux États-Unis et 3e au Royaume-Uni ; il est nommé au Golden Globe de la meilleure chanson originale et vaut à la chanteuse une nomination au Grammy Award de la meilleure chanteuse pop, en 1986. Le second titre, One of the Living, n'atteint que la 15e du Billboard Hot 100.
| Liste des titres | Liste des titres                                        | Liste des titres           | Liste des titres | Liste des titres | Liste des titres | Liste des titres | Liste des titres | Liste des titres | Liste des titres |
| No               | Titre                                                   | Auteur                     | Durée            |                  |                  |                  |                  |                  |                  |
| ---------------- | ------------------------------------------------------- | -------------------------- | ---------------- | ---------------- | ---------------- | ---------------- | ---------------- | ---------------- | ---------------- |
| 1.               | We Don't Need Another Hero (Thunderdome)                | Terry Britten, Graham Lyle | 6:07             |                  |                  |                  |                  |                  |                  |
| 2.               | One of the Living                                       | Holly Knight               | 5:48             |                  |                  |                  |                  |                  |                  |
| 3.               | We Don't Need Another Hero (Thunderdome) (instrumental) | Terry Britten, Graham Lyle | 6:30             |                  |                  |                  |                  |                  |                  |
| 4.               | Bartertown                                              | Maurice Jarre              | 8:28             |                  |                  |                  |                  |                  |                  |
| 5.               | The Children                                            | Maurice Jarre              | 2:11             |                  |                  |                  |                  |                  |                  |
| 6.               | Coming Home                                             | Maurice Jarre              | 15:10            |                  |                  |                  |                  |                  |                  |
| 44:27            |                                                         |                            |                  |                  |                  |                  |                  |                  |                  |

#### The Complete Motion Picture Score
En 2010, la partition complète de Maurice Jarre sort en double édition deluxe, contenant également des compositions non utilisées pour le film, en raison de la présence des titres de Tina Turner.
Disque 1
| No  | Titre                                                          | Durée |
| --- | -------------------------------------------------------------- | ----- |
| 1.  | Original Main Title Music                                      | 2:00  |
| 2.  | Max's Theme / The Desert                                       | 2:41  |
| 3.  | Bartertown Theme                                               | 1:55  |
| 4.  | Accents 2 Suspense                                             | 3:48  |
| 5.  | Tragic Saxophone                                               | 0:40  |
| 6.  | Heartbeat / Pigrock                                            | 3:48  |
| 7.  | Master Blaster / The Manipulator / Embargo / Entity Humiliated | 2:29  |
| 8.  | The Discovery                                                  | 2:01  |
| 9.  | Conspiracy                                                     | 0:35  |
| 10. | Thunderdome                                                    | 4:52  |
| 11. | Darkness / Gulag                                               | 3:48  |
| 12. | Master in Underworld / Desert Hallucinating                    | 5:21  |
| 13. | Magical                                                        | 3:02  |
| 14. | Children's Theme                                               | 2:13  |
| 15. | Ceremony                                                       | 1:12  |
| 16. | Confusion                                                      | 1:14  |
| 17. | The Telling / I Ain't Captain Walker                           | 4:01  |
| 18. | Compassion                                                     | 3:18  |
| 19. | Tyrant                                                         | 2:45  |
| 20. | The Leaving                                                    | 5:05  |
| 21. | Underworld Takeover                                            | 2:19  |
| 22. | Arrival                                                        | 2:59  |

Disque 2
| No  | Titre                                                                        | Durée |
| --- | ---------------------------------------------------------------------------- | ----- |
| 1.  | Max and Savannah Escape                                                      | 3:05  |
| 2.  | Boarding the Train                                                           | 2:22  |
| 3.  | Bartertown Destruction                                                       | 4:03  |
| 4.  | The Big Chase!                                                               | 11:44 |
| 5.  | Epilogue                                                                     | 3:18  |
| 6.  | Bartertown                                                                   | 8:27  |
| 7.  | The Children                                                                 | 2:12  |
| 8.  | Coming Home                                                                  | 15:15 |
| 9.  | Piano Overdubs for "The Big Chase!"                                          | 2:37  |
| 10. | Organ Effects                                                                | 0:39  |
| 11. | Plastic Tube Effects                                                         | 0:47  |
| 12. | Wild Chords                                                                  | 0:25  |
| 13. | I Ain't Captain Walker (interprété par l'Orchestre philharmonique de Prague) | 5:02  |

## Accueil

### Critique
Le film reçoit des critiques globalement positives. Sur l'agrégateur américain Rotten Tomatoes, il récolte 80% d'opinions favorables pour 51 critiques et une note moyenne de 6,5⁄10. Le consensus suivant résume les critiques compilées par le site : « Le film approfondit le personnage de Mad Max sans sacrifier l'incroyable chorégraphie du véhicule et les cascades qui ont rendu les originaux mémorables ». Sur Metacritic, il obtient une note moyenne de 71⁄100 pour 18 critiques.

### Box-office
Aux États-Unis, le film réalise le meilleur score pour un film Mad Max. Il sera détrôné par Mad Max: Fury Road en 2015. En France, le film enregistre plus de 2,5 millions d'entrées, soit le 13e meilleur résultat d'un film au box-office France 1985.
| Pays ou région    | Box-office        | Date d'arrêt du box-office | Nombre de semaines |
| ----------------- | ----------------- | -------------------------- | ------------------ |
| États-Unis Canada | 36 230 219 $      | 15 août 1985               | 5                  |
| France            | 2 552 981 entrées |                            | -                  |
| Total mondial     | n/a               | -                          | -                  |

## Distinctions

### Récompenses
- NAACP Image Awards 1986 : meilleure actrice pour Tina Turner[18]

### Nominations
- Golden Globes 1986 : meilleure chanson originale pour We Don't Need Another Hero
- Golden Reel Awards 1986 : meilleur montage des effets sonores pour Tim Chau
- Saturn Awards 1986 : meilleur film de science-fiction, meilleur réalisateur pour George Miller, meilleurs costumes pour Norma Moriceau (en), meilleur scénario pour George Miller et Terry Hayes

## Commentaires

### Analyse
(juin 2022).
- Si vous ne connaissez pas le sujet, laissez ce bandeau (vous pouvez alors contacter les auteurs).
- Si vous supprimez le contenu mis en cause (vous pouvez préalablement contacter les auteurs),

argumentez précisément cette suppression dans la page de discussion
(un manque de référence n'est pas un argument ; une recherche réelle de référence doit avoir été effectuée, être formellement documentée).
Après avoir exploré le western, George Miller revisite le péplum. Le film paraît plutôt aseptisé par rapport aux deux premiers opus, mais cela correspond aussi à la renaissance d'un monde civilisé. Au-delà du Dôme du Tonnerre, on trouve une communauté isolée d'enfants, qui pourrait être inspirée par Sa Majesté des mouches de William Golding, et qui incarne un espoir de fonder un monde neuf sans le passif qui aurait été transmis par les adultes.
Par ailleurs, George Miller situe pour la première fois clairement le lieu de l'action, l'Australie, puisque l'on aperçoit les ruines de l'Opéra de Sydney. Deux références plus discrètes figuraient toutefois déjà dans Mad Max 2 : un cadavre de kangourou était visible au début du film et un personnage exhibait, pour prouver l'existence d'une « terre promise », un dépliant publicitaire de la Sunshine Coast (tronçon de la côte est australienne).
Le film comporte plusieurs références au premier épisode de la série, comme le joueur de saxophone (la femme de Max jouait du saxophone), ou bien l'évocation du métier de Max avant la guerre nucléaire (« J'étais un flic en bagnole. ») ; il se conclut par la chanson de Tina Turner, We Don't Need Another Hero (« nous n'avons pas besoin d'un nouveau héros »), qui fait écho à la phrase du capitaine de la police « Fifi » McAfee dans le premier film : « We're gonna giv'em back their heroes » (« on va leur rendre leurs héros »).

### Postérité

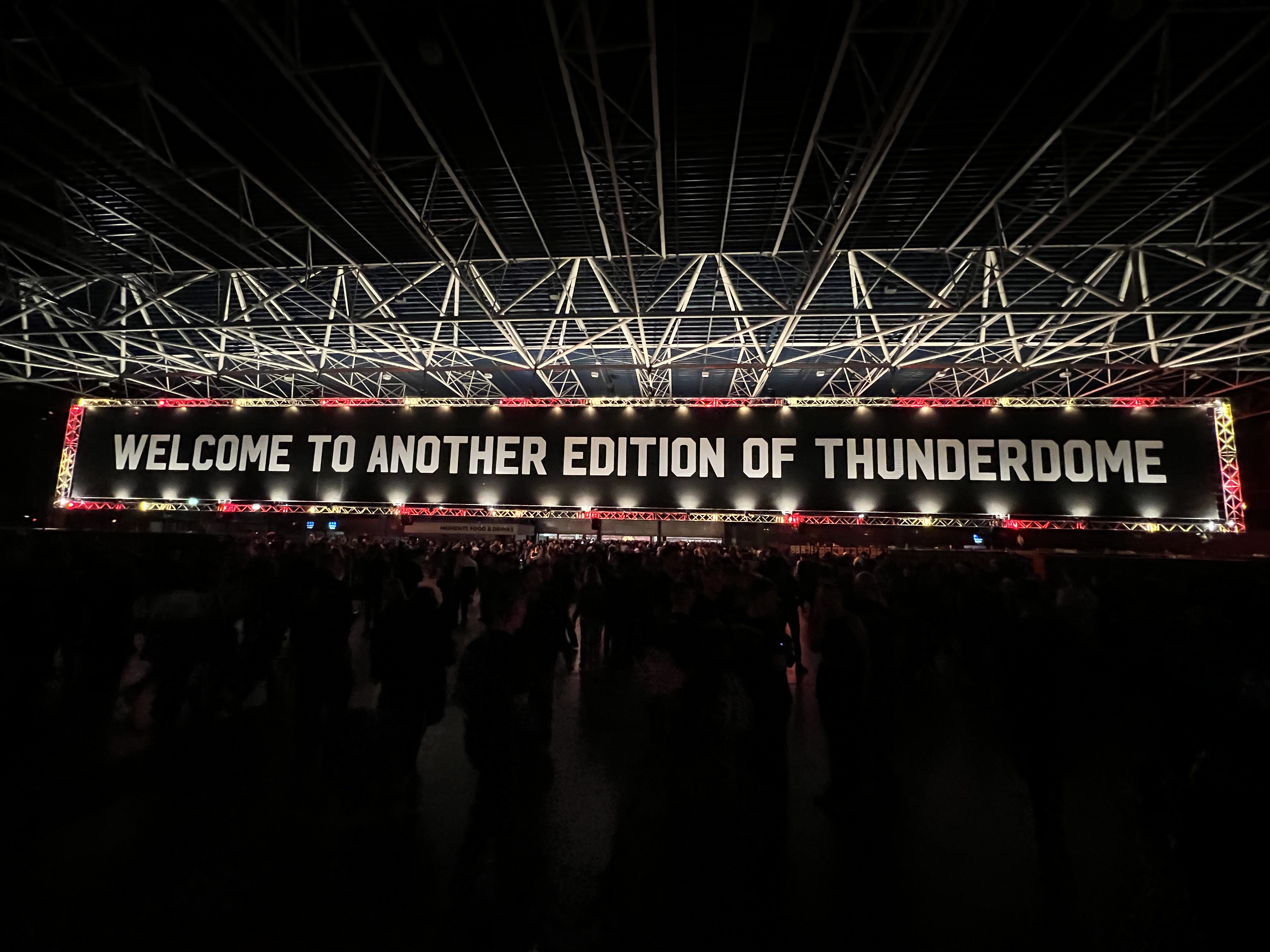
Bannière lumineuse à l'entrée de l'événement Thunderdome de 2022.